# Jean-Marc Caron
Pour les articles homonymes, voir Caron.
Jean-Marc Caron, né à Dieppe le 6 mars 1969, est un parapentiste français. 

## Carrière
Il découvre pour la première fois le parapente en 1993 lors d'un stage organisé par la SNCF, la société par laquelle il est employé depuis 1991 en tant qu'opérateur service électrique à Bourg-en-Bresse. 
En 1998, il fait ses premiers pas en compétitions internationales et intègre l’équipe de France. Il obtient son premier titre de Champion de France en 2000.
En 2005, afin de mieux gérer ses contraintes sportives et professionnelles, Jean-Marc rejoint le dispositif Athlètes SNCF. Grâce à ce dispositif, Jean-Marc s’octroie plus de temps pour ses entrainements. Cela lui permettra d’être sacré en 2007, vice-champion du Monde en individuel et par équipe. L’année suivante, il remporte le Championnat d’Europe par équipe. 
Ces deux derniers titres n’en sont que plus beaux : de nouveau Champion de France en 2013 après 10 ans d’attente ainsi que Champion du monde par équipe.
En septembre 2017 et après 13 ans, il quitte le dispositif Athlètes SNCF.

## Palmarès

### Championnat du monde
- 2007 à Manilla,  Australie
  -  Médaille d’argent individuel et par équipe
- 2011 à Piedrahíta,  Espagne
  -  Médaille d’or par équipe
- 2013 à Sopot,  Bulgarie
  -  Médaille d’or par équipe

### Coupe du monde
- Médaille d'argent - 2001
- Médaille d'argent - 2008
- Médaille d'argent - 2011

### Championnat d'Europe
- 2008 à Niš,  Serbie
  -  Médaille d'or par équipe

### Championnat de France
- Médaille d'or - 2000
- Médaille d'or - 2003
- Médaille d'or - 2013